# MTV Africa Music Awards 2008
Die MTV Africa Music Awards 2008 wurden am 22. November 2008 im Velodrome, Abuja in Nigeria verliehen. Es war die erste Veranstaltung dieser Art. Moderator der Veranstaltung war Trevor Nelson.
Gewinner des Abends war der Sänger D’Banj, der drei MAMAs erhielt. Dabei den für den best Male Artist, den Artist of the Year und den Listener’s Choice Award.

## Preisträger und Nominierungen
Die Nominierungen wurden am 7. Oktober 2008 bekannt gegeben. Die Gewinner sind fett markiert.

### Best Artist of the Year
D’Banj
- Aṣa
- P-Square
- Hip Hop Pantsula
- Seether

### Best Female Artist
Wahu
- Aṣa
- Dama Do Bling
- Sasha P
- Zonke

### Best Male Artist
D’Banj
- Jua Cali
- 2Face
- DJ Cleo
- Hip Hop Pantsula

### Best Live Performer
Jozi
- Samini
- D’Banj
- P-Square
- Cassette

### Best Group
P-Square
- Freshly Ground
- Jozi
- The Parlotones
- East African Bashment Crew (Bebe Cool und Necessary Noize)

### Best Alternative
Seether
- Buraka Som Sistema
- Goldfish
- The Parlotones
- Coldplay

### Best Hip-Hop Artist
9ice
- Hip Hop Pantsula
- Professor Jay
- Lil Wayne
- The Game

### Best R&B
Alicia Keys
- P-Square
- - Akon
- Loyiso
- Rihanna

### Best New Act
Naeto C
- Kwaw Kese
- Wahu
- 9ice
- Da L.E.S.

### Best Video
Ikechukwu – Wind Am Well
- Movaizhaleine – Nous
- P-Square – Roll It
- Freshly Ground – Pot Belly
- Pro Kid – Uthini Ngo Pro

### Listener’s Choice Award
D’Banj – Why Me
- Jax Panik – Cigarettes and Cinnamon
- Naakaya – Mr. Politician
- JB Mpiana – Zadio Kongolo
- P Unit (featuring DNA) – Una
- Toniks – Beera Nange
- Ofori Amponsah (featuring Samini) – Odwo

### MAMAs Legend
- Fela Anikulapo Kuti

### My Video
- Jide Rotilu

## Konzerte
Vor der Verleihung fanden vier Konzerte mit internationalen Künstlern und den nominierten Künstlern statt. Am 5. November wurde ein Konzert in Johannesburg veranstaltet, am 8. November folgte Nairobi, gefolgt von einem Konzert am 13. November in der Demokratischen Republik Kongo und zuletzt in Lagos am 15. November.